# ويليام إس. ستيوارت
ويليام إس. ستيوارت هو قاضي وسياسي كندي، ولد في 13 فبراير 1855، وتوفي في 11 فبراير 1938.